# 로열 페스티벌 홀

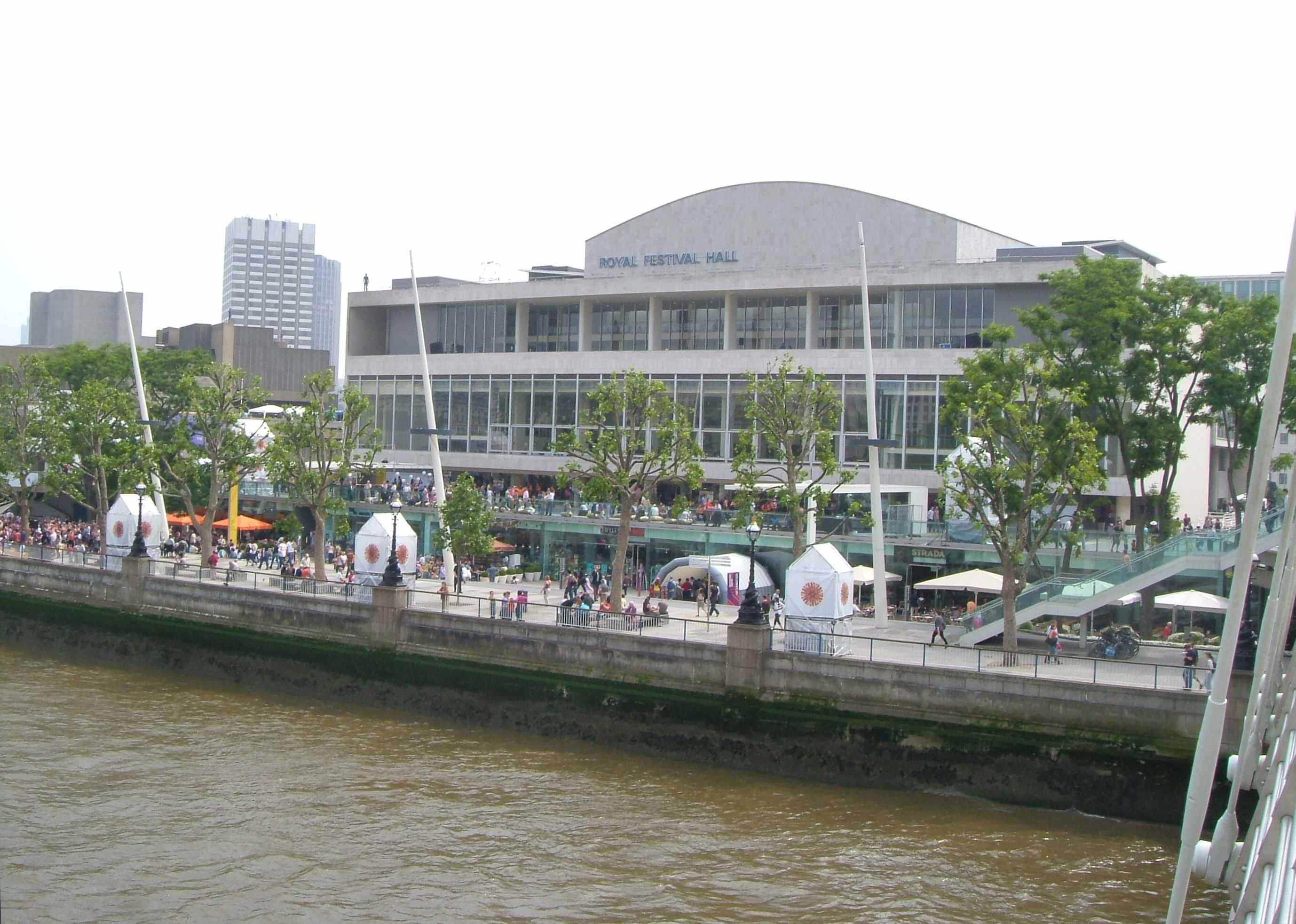
로열 페스티벌 홀

로열 페스티벌 홀(영어: Royal Festival Hall)은 런던 사우스뱅크 센터에 있는 홀이다. 행거퍼드 브리지에서 그리 멀지 않은 템스강을 따라 위치한 사우스뱅크에 위치해 있다. 3개의 건축물로 구성된 사우스뱅크 센터에서 가장 큰 홀이다. 1988년 4월, 제2차 세계 대전 후 처음으로 일류 지정 건축물로 지정되었다. 런던 필하모닉 오케스트라의 런던 공연의 대부분은 여기에 이루어진다.